# Musotima
Musotima é um gênero de mariposa pertencente à família Crambidae.